# Alatyr (město)
Alatyr (rusky Ала́тырь, čuvašsky Улатăр – Ulatăr) je město v Čuvašsku v Ruské federaci. Při sčítání lidu v roce 2010 mělo 38 tisíc obyvatel.

## Poloha
Alatyr leží na levém břehu Sury jižně od ústí Alatyru. Od Čeboksar, hlavního města republiky, je vzdálen bezmála dvě stě kilometrů na jihozápad a od Moskvy, hlavního města federace, přibližně 800 kilometrů na jihovýchod.

## Dějiny
Ivan IV. nechal v roce 1552 na místě dnešního hradu zřídit opevněné sídlo k obraně hranic.
V roce 1780 se Alatyr stal městem.
Po roce 1894, po postavení železnice z Penzy přes Saransk a Kanaš do Kazaně, stoupl hospodářský význam města.

### Rodáci
- Viktor Alexandrovič Mazyrin (1859–1919), architekt
- Konstantin Petrovič Goršenin (1907–1978), sovětský politik
- Alexej Ivanovič Sudajev (1912–1946), zbrojní konstruktér, autor samopalu PPS
- Andrej Borisovič Šidlovskij (1915–2007), matematik
- Valentin Fjodorovič Vitvinskij (1924–1944), sovětský voják